# DKW 3=6 Monza
Der DKW Monza ist ein 2+2-sitziger Sportwagen der Auto Union GmbH auf dem Fahrgestell des „Großen DKW 3=6“ (F 93). Er ist nach der weltbekannten italienischen Grand-Prix-Strecke Autodromo Nazionale di Monza benannt. Mit diesem Fahrzeug wurden 1956 fünf Weltrekorde aufgestellt.
Nach der Siegesserie von 1954 und 1955 mit dem F 91 Sonderklasse im europäischen Tourenwagen- und Rallyesport begannen zwei Rennfahrer eine sportliche Karosserie für das erfolgreiche Modell zu entwickeln. Günther Ahrens und Albrecht W. Mantzel entwarfen ein Fahrzeug auf Basis des 3=6 mit einer extrem leichten Kunststoffkarosserie.
Die kompletten Fahrzeuge wurden zuerst bei Dannenhauer & Stauss in Stuttgart hergestellt, danach von dem DKW-Händler Fritz Wenk, der sie bei Massholder in Heidelberg und zuletzt bei Robert Schenk in Stuttgart-Feuerbach bauen ließ.
Wenk musste seine Monza-Produktion 1958 einstellen, nachdem 1957 der Auto Union 1000 Spezial vorgestellt wurde und die Auto Union es ablehnte, zusätzliche neue Chassis für den Monza zur Verfügung zu stellen.

## Rekorde

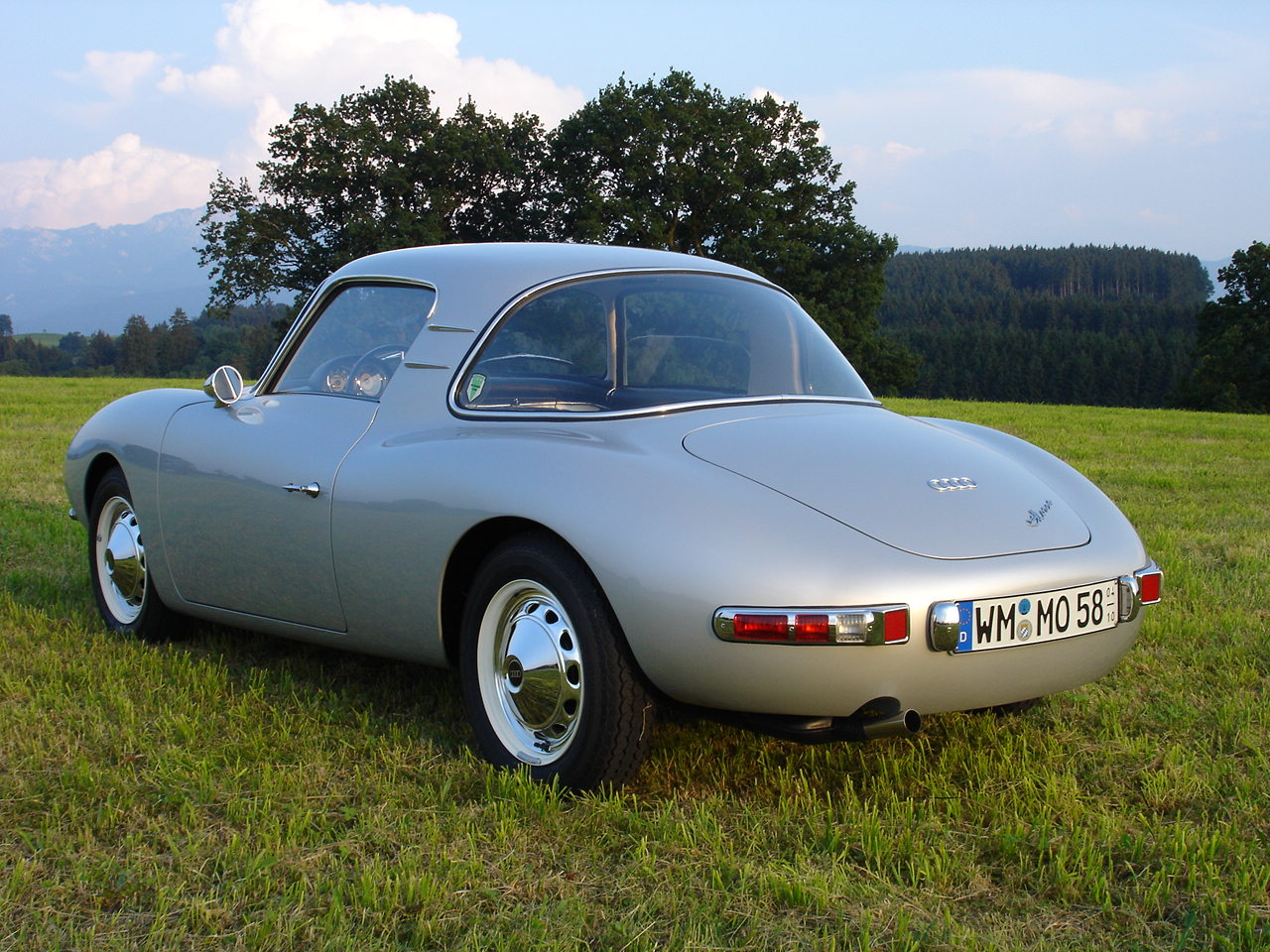
DKW Monza Schenk #12

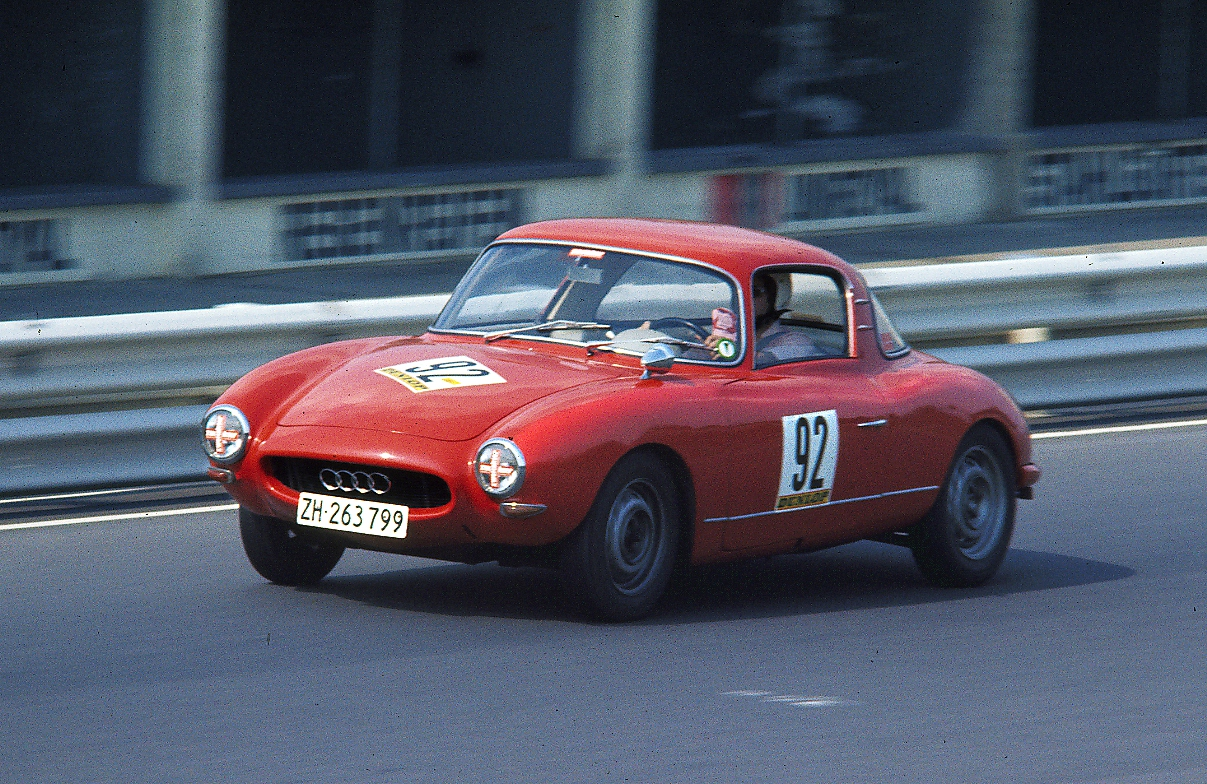
DKW Monza 1976 auf dem Nürburgring

Im Dezember 1956 fuhren zwei Deutsche und zwei Schweizer abwechselnd einen DKW Monza um das Motodrom von Monza – 72 Stunden lang ohne Anhalten der Uhr und ohne Unterbrechung, wenn auch mit Tankstopps und Fahrerwechsel. Bei einem Durchschnitt von 140 km/h stellte das Fahrerteam fünf internationale Rekorde auf.
Im Wesentlichen war der Rekordrenner serienmäßig, das heißt vom Fahrwerk her ein DKW 3=6. Die glasfaserverstärkte Polyester-Coupé-Karosserie hatte allerdings einen geringeren Luftwiderstand als der serienmäßige Aufbau und machte das Auto dadurch schneller als normale DKW. Wie alle DKW jener Tage hatte der Monza einen Rohrrahmen aus Kastenprofilen mit nach außen (= vorne und hinten) gekröpften Längsträgern („Fischbauchrahmen“), wog aber bei vier Meter Länge, 1,61 Meter Breite und 1,35 Meter Höhe nur 780 Kilogramm, 115 Kilogramm weniger als die 3=6-Limousine. Die Vorderräder waren an Dreieckslenkern unten und einer Querblattfeder oben aufgehängt und es gab eine Zahnstangenlenkung, hinten war eine Starrachse mit hochgelegter Querblattfeder an Längslenkern eingebaut. Alle Räder waren mit hydraulisch betätigten Trommelbremsen (vorn Duplex) versehen.
Mit drei Zylindern, 900 cm³ Hubraum und 40 PS fuhr die Serienlimousine 125 km/h Spitze. Beim Sprint von 0 auf 100 km/h vergingen 31 Sekunden. Mit dem gleichen Motor war der Monza 140 km/h schnell und beschleunigte in 20 s von 0 auf 100 km/h.

## Technische Daten
| Modell                          | Monza                             |
| Anordnung                       | Dreizylinder Zweitakt Reihenmotor |
| Hubraum (cm³)                   | 980 cm³                           |
| Max. Leistung (kW/PS) bei 1/min | 32/44 bei 4500                    |
| Max. Drehmoment (Nm) bei 1/min  | 84 bei 2100                       |
| Getriebe                        | 4-Gang (serienmäßig)              |
| Triebachse                      | Front                             |
| Beschleunigung (0–100 km/h)     | 22,0 s                            |
| Höchstgeschwindigkeit (km/h)    | ca. 145                           |
| Verbrauch kombiniert (l/100 km) | 8,0                               |
| Preis                           | 10.390 DM (1957)                  |

Quelle: ClassicCars, gehört der AutoZeitung

## Produzierte Stückzahlen

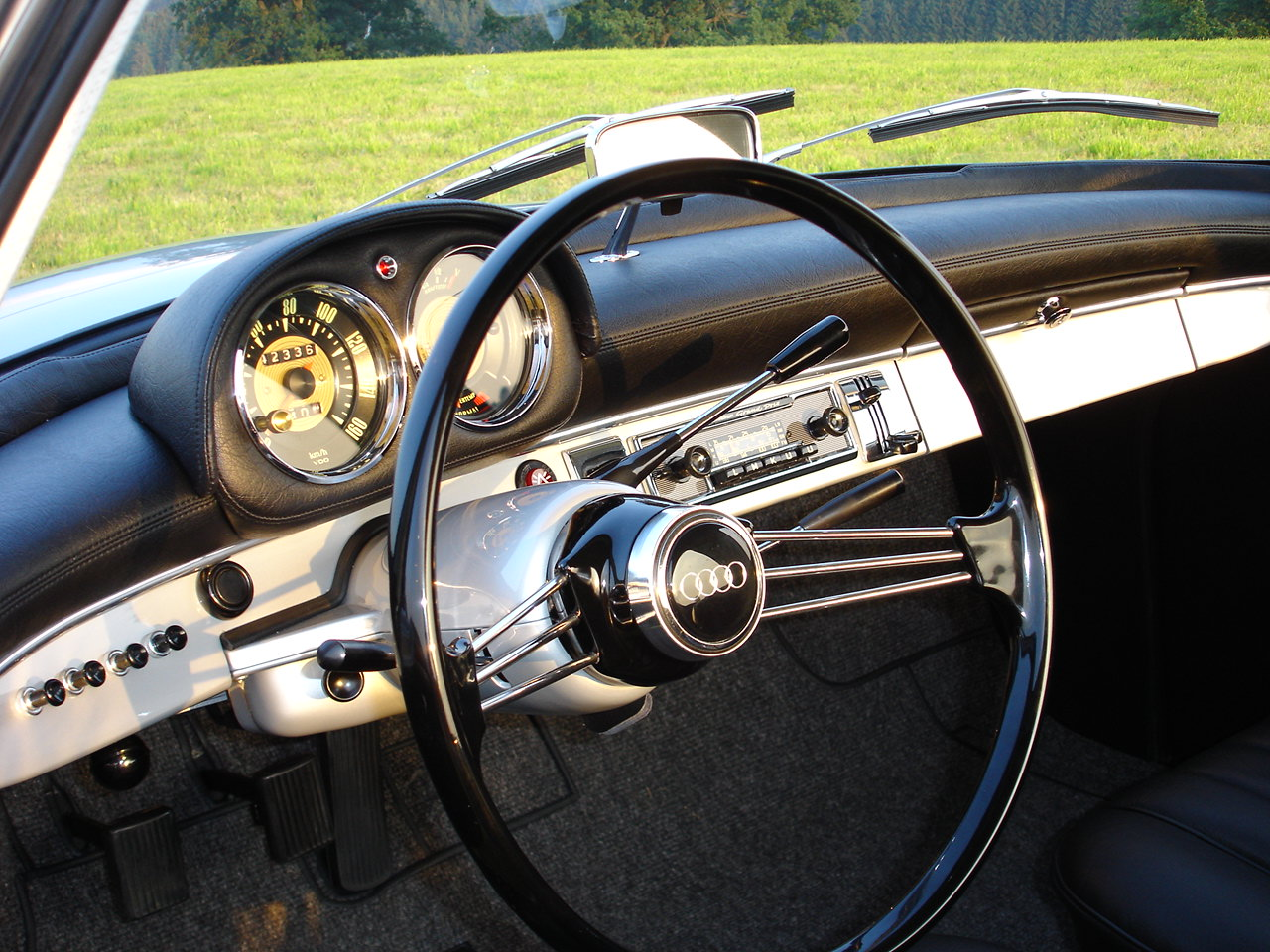
DKW Monza Schenk #12

Es gibt widersprüchliche Berichte über die produzierten Stückzahlen. Einer der Gründe dafür ist, dass es nie genaue Dokumentationen darüber gab. Verschiedene Hersteller produzierten zu unterschiedlichen Zeiten die Fahrzeuge. Erschwerend kommt hinzu, dass zusätzlich auch noch gebrauchte Fahrzeuge von Schenk zum Monza umgebaut werden konnten.
Nach einer im Jahr 2022 durchgeführten Analyse der zurzeit 59 bekannten Fahrgestellnummern ist anzunehmen, dass nur 75 Fahrzeuge (±2) produziert wurden. Es existieren weltweit noch 50 Fahrzeuge.
| Hersteller                      | Stückzahlen |
| Dannenhauer & Stauss, Stuttgart | 13          |
| Massholder, Heidelberg          | 21          |
| Schenk, Stuttgart               | 41          |
| Total                           | 75          |